# Municipio de West Rondell
El municipio de West Rondell (en inglés: West Rondell Township) es un municipio ubicado en el condado de Brown en el estado estadounidense de Dakota del Sur. En el año 2010 tenía una población de 81 habitantes y una densidad poblacional de 0,92 personas por km².

## Geografía
El municipio de West Rondell se encuentra ubicado en las coordenadas 45°17′1″N 98°24′36″O / 45.28361, -98.41000. Según la Oficina del Censo de los Estados Unidos, el municipio tiene una superficie total de 88.28 km², de la cual 88,28 km² corresponden a tierra firme y (0 %) 0 km² es agua.

## Demografía
Según el censo de 2010, había 81 personas residiendo en el municipio de West Rondell. La densidad de población era de 0,92 hab./km². De los 81 habitantes, el municipio de West Rondell estaba compuesto por el 97,53 % blancos, el 1,23 % eran amerindios, el 1,23 % eran de otras razas. Del total de la población el 1,23 % eran hispanos o latinos de cualquier raza.